# 邵阳公主
邵阳公主（?—?），唐朝公主，是中国唐朝第十代皇帝唐顺宗李诵的第二十三女。她的生母不详，史书仅仅记载了她的封号邵阳公主。唐文宗大和三年（829年），邵阳公主与浔阳公主、平恩公主一起出家为道士。